# Cantonul Bécherel
Cantonul Bécherel este un canton din arondismentul Rennes, departamentul Ille-et-Vilaine, regiunea Bretania, Franța.

## Comune
- Bécherel (reședință)
- Cardroc
- La Chapelle-Chaussée
- Les Iffs
- Irodouër
- Langan
- Miniac-sous-Bécherel
- Romillé
- Saint-Brieuc-des-Iffs
- Saint-Pern